# Edward Cave

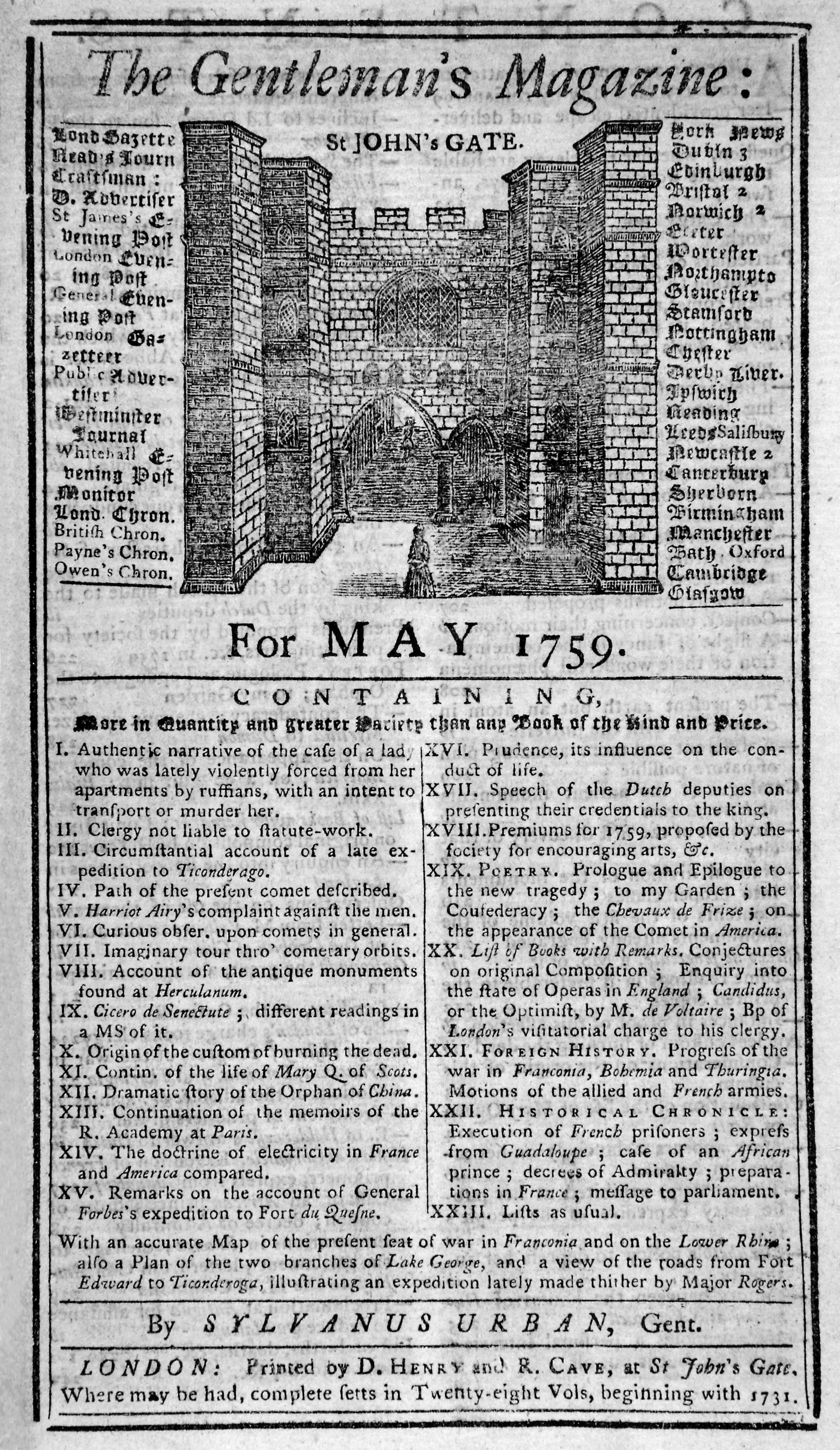
The Gentleman's Magazine, květen 1759

Edward Cave (27. února 1691 Newton – 10. ledna 1754 Londýn) byl anglický tiskař a vydavatel. Je považován za původce pojmu "časopis" a tvůrce prvního periodika tohoto konceptu: The Gentleman's Magazine z roku 1731.

## Život a působení
Ze školy byl vyloučen kvůli obvinění z krádeže. Poté se živil jako obchodník se dřevem, novinář a tiskař. Dvě posledně jmenované profese ho přivedly na myšlenku vytvořit periodikum, které by bylo pestřejší než knihy a noviny, a které mělo pokrývat všechna témata, o které se vzdělávaná veřejnost zajímala, od obchodu až po poezii. Snažil se přesvědčit několik londýnských tiskáren a knihkupců, aby tuto myšlenku přijali, ale když nikdo neprojevil zájem, chopil se úkolu sám. Jeho Gentleman's Magazine se stal nejvlivnějším a brzy také nejvíce imitovaným periodikem své doby. K jeho hlavním autorům patřil Samuel Johnson. Sám Cave často do svého časopisu přispíval pod pseudonymem Sylvanus Urban.
Byl rovněž podnikatelem v bavlnářství, v roce 1742 koupil Marvelův mlýn v Northamptonu a přeměnil ho na přádelnu bavlny, pravděpodobně první vodní přádelnu na světě.